# Dendrophthora lanceolata
Dendrophthora lanceolata är en sandelträdsväxtart som beskrevs av Kuijt. Dendrophthora lanceolata ingår i släktet Dendrophthora och familjen sandelträdsväxter. Inga underarter finns listade i Catalogue of Life.